# Martin i Soler
Die Martin i Soler ist eine Ro-Pax-Fähre der spanischen Reederei Baleària Eurolineas Marítimas.

## Geschichte
Das Schiff wurde unter der Baunummer 1655 auf der Werft Hijos de J. Barreras in Vigo für die Reederei Baleària Eurolineas Marítimas gebaut. Die Stapellauf erfolgte am 5. Juni 2008, die Fertigstellung am 15. Januar 2009. Der Bau kostete 89 Mio. Euro. Das Schiff ist die erste von vier Fähren eines mit „Baleària+“ bezeichneten Bauprogramms, die bei der Bauwerft für die Reederei Baleària bestellt worden waren. Es wurde 2009 für das von Oliver Design entworfene Innendesign mit dem Shippax Award in der Rubrik „Ferry Interior“ ausgezeichnet.
Das Schiff wurde unter spanischer Flagge mit Heimathafen Santa Cruz de Tenerife in Dienst gestellt. Es verkehrte zunächst zwischen Barcelona bzw. Valencia und den Baleareninseln Ibiza bzw. Menorca, teilweise auch Mallorca. Zeitweise wurde es auch in einem von Baleària und Fred. Olsen Express betriebenen Gemeinschaftsdienst zwischen Huelva, Las Palmas de Gran Canaria und Santa Cruz de Teneriffa genutzt. Aktuell (2024) verkehrt die Fähre zwischen Almería und der spanischen Exklave Melilla. Sie ist nach dem spanischen Komponisten Vicente Martín y Soler benannt.

## Technische Daten und Ausstattung
Das Schiff wurde mit einem dieselmechanischen Antrieb gebaut. Es wurde von zwei Viertakt-Neunzylinder-Dieselmotoren des Motorenherstellers Caterpillar (Typ: MaK 9M43) mit jeweils 9000 kW Leistung angetrieben. 2021 wurde der Antrieb umgebaut, um auch mit Flüssigerdgas betrieben werden zu können. Das Schiff wurde mit zwei Caterpillar-Dual-Fuel-Motoren (Typ: MaK 9M46DF) mit jeweils 8685 kW Leistung und einem Flüssigerdgastank ausgerüstet. Die Motoren wirken über Untersetzungsgetriebe auf zwei Verstellpropeller. Die Reisegeschwindigkeit des Schiffes beträgt rund 21 kn. Das Schiff ist mit zwei elektrisch mit jeweils 1000 kW Leistung angetriebenen Bugstrahlrudern mit Verstellpropellern ausgestattet. Für die Stromerzeugung stehen zwei von den Hauptmotoren mit jeweils 1300 kW Leistung angetriebene Leroy-Somer-Wellengeneratoren und drei von MaK-Dieselmotoren mit jeweils 1100 kW Leistung angetriebene Generatoren zur Verfügung. Weiterhin wurde ein von einem Volvo-Penta-Dieselmotor mit 280 kW Leistung angetriebener Leroy-Somer-Notgenerator verbaut.
Die Fähre verfügt über vier Fahrzeugdecks. Auf dem Hauptdeck (Deck 3) befindet sich ein durchlaufendes Fahrzeugdeck. Dieses ist über eine Bug- und zwei Heckrampen zugänglich. Die Bugrampe befindet sich hinter einem seitlich zu öffnenden Bugvisier. Unterhalb und oberhalb des Hauptdecks befinden sich weitere Fahrzeugdecks. Das Fahrzeugdeck unterhalb des Hauptdecks (Deck 2) ist von diesem über eine klappbare Rampe und das Fahrzeugdeck oberhalb des Hauptdecks (Deck 5) über zwei feste Rampen im Heckbereich der Fähre zugänglich. Weiterhin steht auf Deck 5 eine Zufahrt über die Back des Schiffes zur Verfügung, die mit einem nach oben aufklappbaren Tor verschlossen ist. In Deck 5 ist ein weiteres, höhenverstellbares und in mehrere Abschnitte unterteiltes Autodeck (Deck 6) eingehängt.
Oberhalb der Fahrzeugdecks befinden sich vier weitere Decks (Deck 7 bis 10). Auf drei dieser Decks (Deck 7 bis 9) sind die Einrichtungen für die Passagiere untergebracht, darunter Aufenthaltsräume, Restaurant, Bar und ein Kinderspielbereich. An Bord stehen 46 Passagierkabinen, 40 Vierbett- und 6 Zweibettkabinen, sowie Ruhesessel zur Verfügung. Weitere Kabinen sind für die Schiffsbesatzung eingerichtet, für die außerdem auch Messen und Aufenthaltsräume zur Verfügung stehen. Die Brücke befindet sich auf dem obersten Deck im Bugbereich. Sie ist über die gesamte Breite geschlossen. Zur besseren Übersicht beim An- und Ablegen und dem Navigieren in engen Fahrwassern gehen die Nocken etwas über die Schiffsbreite hinaus.
Das Schiff ist mit zwei Flossenstabilisatoren ausgestattet. Die Reichweite des Schiffes beträgt rund 3200, beim Betrieb mit Flüssigerdgas rund 750 Seemeilen.
Das Schiff ist für 1200 Personen zugelassen, 1164 Passagiere und 36 Besatzungsmitglieder. Es ist mit zwei Schiffsevakuierungssystemen und mehreren Rettungsbooten ausgerüstet.